# Bad Hair
Bad Hair is een Amerikaanse satirische horrorfilm uit 2020, geregisseerd en geschreven door Justin Simien.

## Verhaal
De film speelt zich af in 1989. Een jonge en ambitieuze Afro-Amerikaanse vrouw besluit, op advies van haar nieuwe baas om een nieuw kapsel te proberen en weeft nieuw haar om aan het werk te blijven als vj op een televisiestation met Afro-Amerikaanse muziek. Al snel beseft het vrouw dat haar nieuwe haar een eigen geest heeft.

## Rolverdeling
| Acteur             | Personage     |
| ------------------ | ------------- |
| Elle Lorraine      | Anna Bludso   |
| Vanessa Williams   | Zora Choice   |
| Blair Underwood    | Amos Bludso   |
| Laverne Cox        | Virgie        |
| Michelle Hurd      | Maxine Bludso |
| Judith Scott       | Edna          |
| Kelly Rowland      | Sandra        |
| James Van Der Beek | Grant Madison |
| Usher              | Germane D.    |
| Chanté Adams       | Linda Bludso  |
| Joy Sunday         | Cynthia       |

## Release
Bad Hair ging in première op 23 januari 2020 op het Sundance Film Festival. Kort daarna verwierf Hulu de distributierechten voor de film, die de film uitbracht door digitale streaming op 23 oktober 2020.

## Ontvangst
Op Rotten Tomatoes heeft Bad Hair een waarde van 64% en een gemiddelde score van 6,10/10, gebaseerd op 74 recensies. Op Metacritic heeft de film een gemiddelde score van 61/100, gebaseerd op 23 recensies.

## Prijzen en nominaties
| Jaar | Prijs         | Categorie               | Genomineerde(n)         | Uitslag     |
| ---- | ------------- | ----------------------- | ----------------------- | ----------- |
| 2021 | Dorian Awards | Campy Flick of the Year | Campy Flick of the Year | Genomineerd |